# Corniche du Président-John-Fitzgerald-Kennedy
Pour les articles homonymes, voir Corniche Kennedy, Route en corniche et John Kennedy (homonymie).
La corniche Kennedy ou corniche du Président-John-Fitzgerald-Kennedy est un boulevard de bord de mer de Marseille et une route touristique.

## Situation et accès
Cette voie, qui est un  site classé depuis 1924, longe la mer Méditerranée sur environ 3,7 km, de la plage des Catalans aux plages du Prado.

## Origine du nom
Elle rend hommage au président des États-Unis John Fitzgerald Kennedy, l'année de son assassinat.

## Historique
D'abord simple chemin de corniche à flanc de calanques, l'aménagement de la route est réalisé en deux temps entre 1848 et 1863, pour développer l'urbanisme marseillais du bord de mer. La municipalité du maire de Marseille Gaston Defferre la fait élargir entre 1954 et 1968. Elle prend sa dénomination actuelle en 1963.

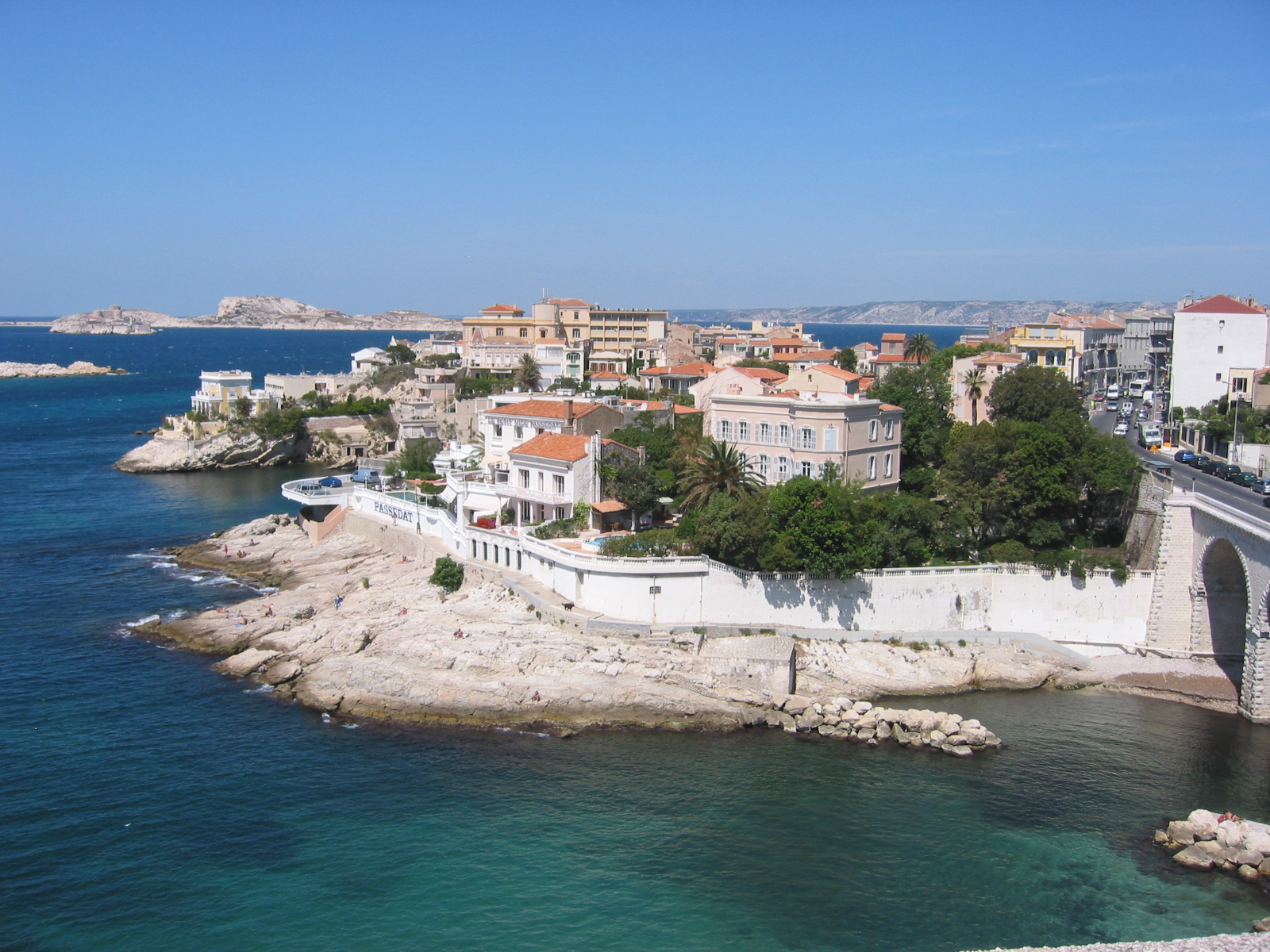
Anse et pont de la Fausse Monnaie.
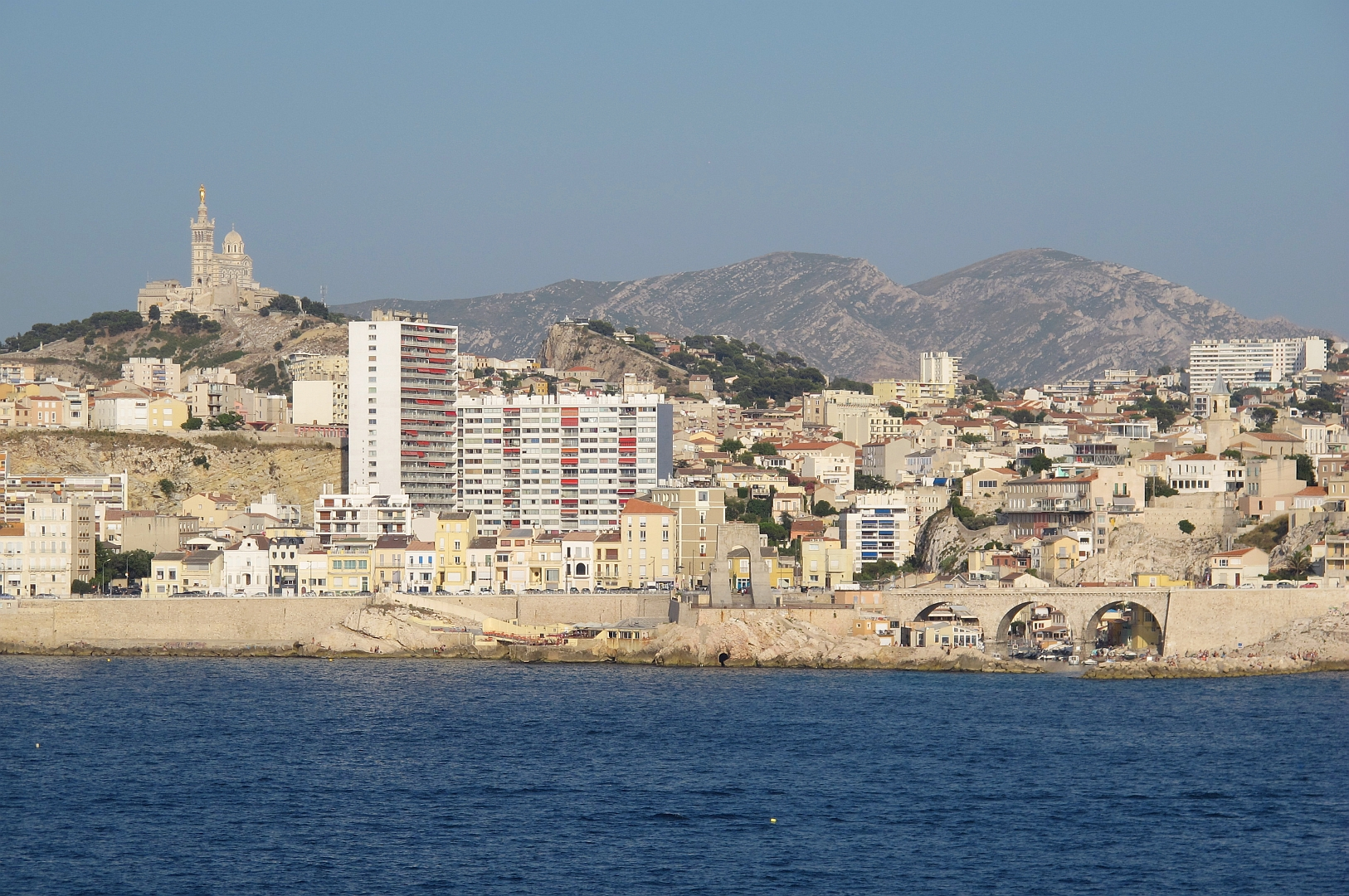
Vue depuis la mer Méditerranée.
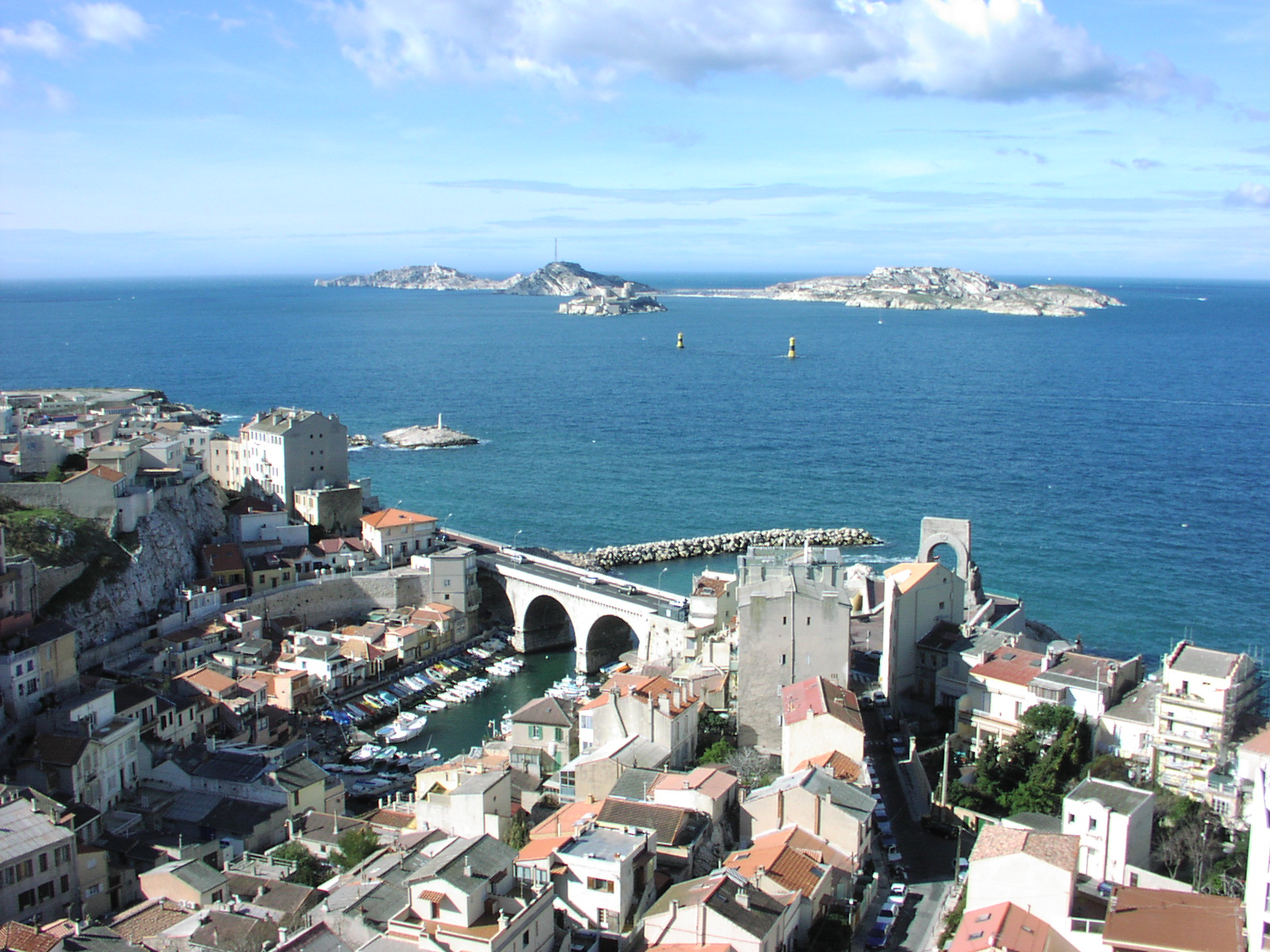
Vallon des Auffes, îles du Frioul et monument aux morts d'Orient.
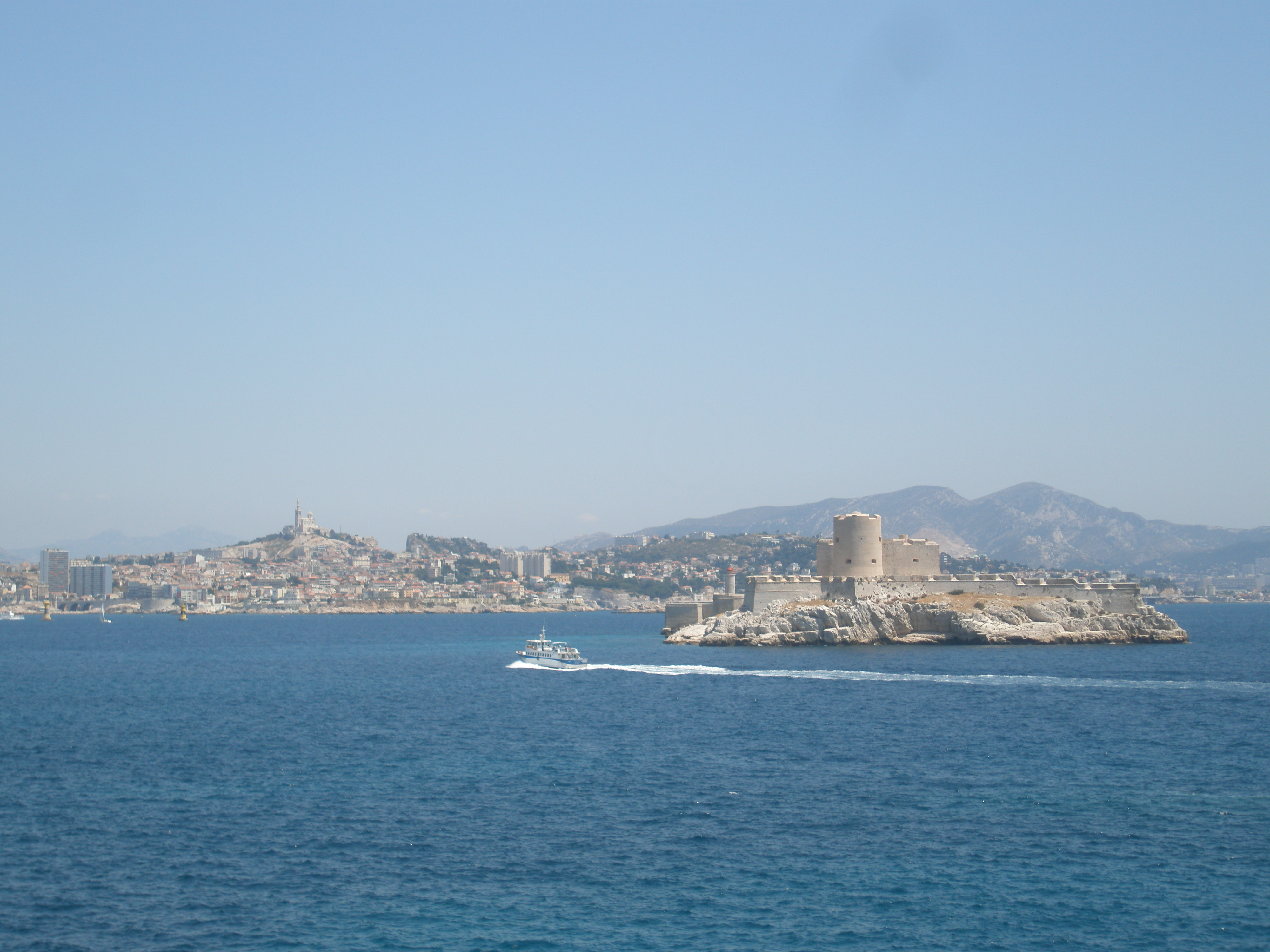
Vue depuis le château d'If et îles du Frioul.

À l'image de la promenade des Anglais de Nice, de La Croisette de Cannes, des trois Corniches de la route du bord de mer de la Côte d'Azur ou de la route du bord de mer corse, elle offre l'un des plus beaux paysages de bord de mer de Marseille sur la Méditerranée et ses îles du Frioul. Tout du long se succèdent plages, bateaux et baraques de pêcheurs, maisons  avec vue sur mer, villas du XIXe siècle (villa Valmer, villa de Gaby Deslys...), hôtels, bars, et restaurants de bord de mer (dont Le Petit Nice du chef Gérald Passédat).

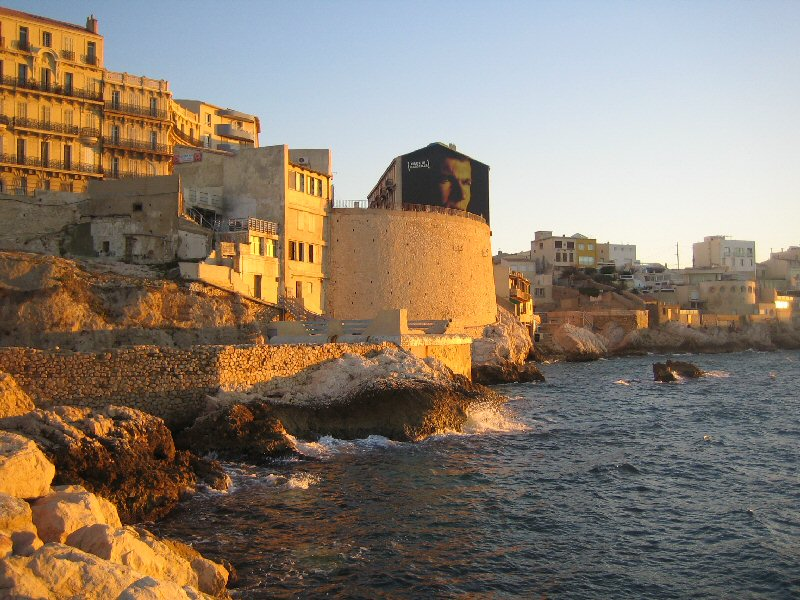
Coucher de soleil sur Endoume.
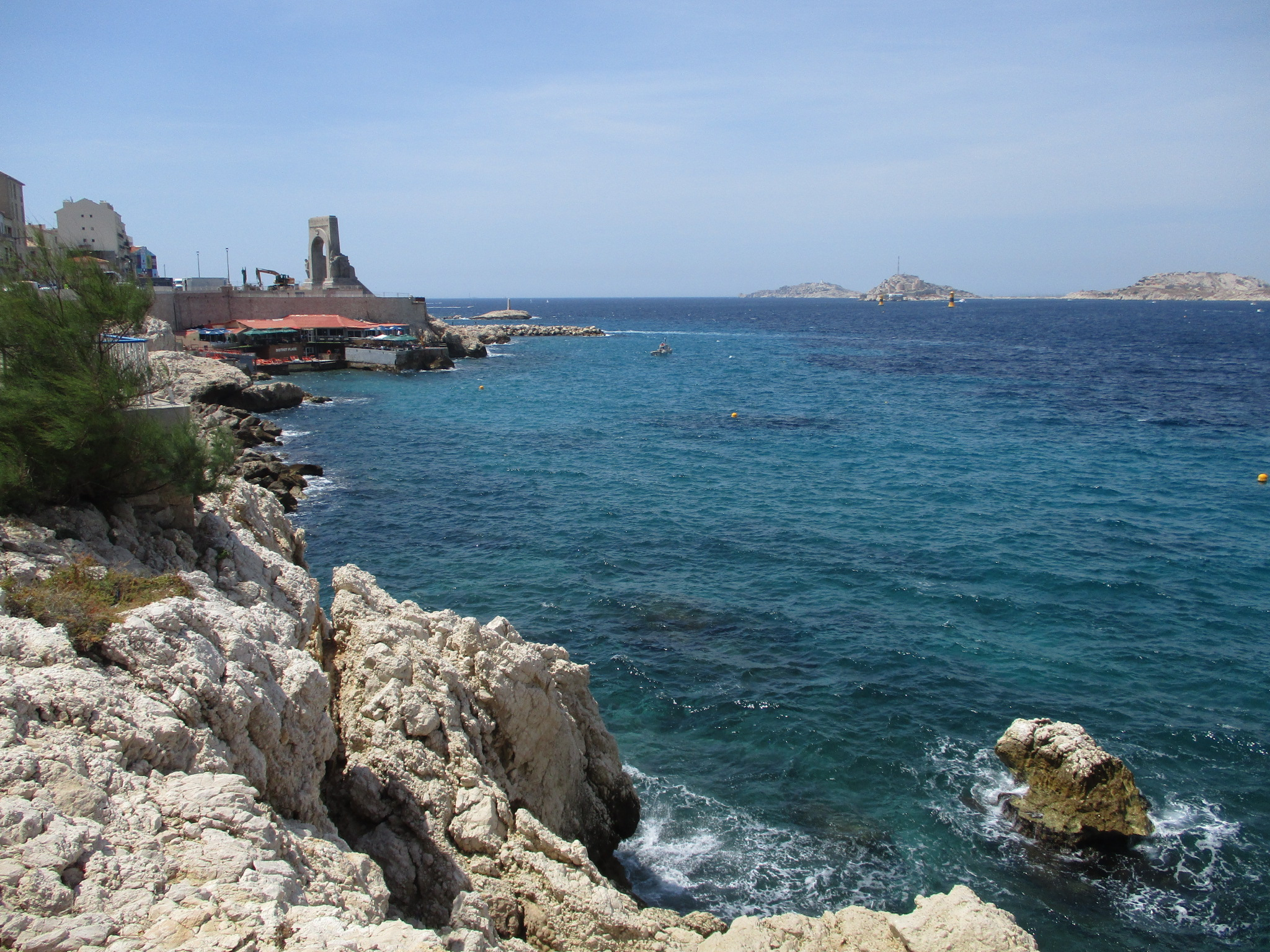
Monument aux morts d'Orient.
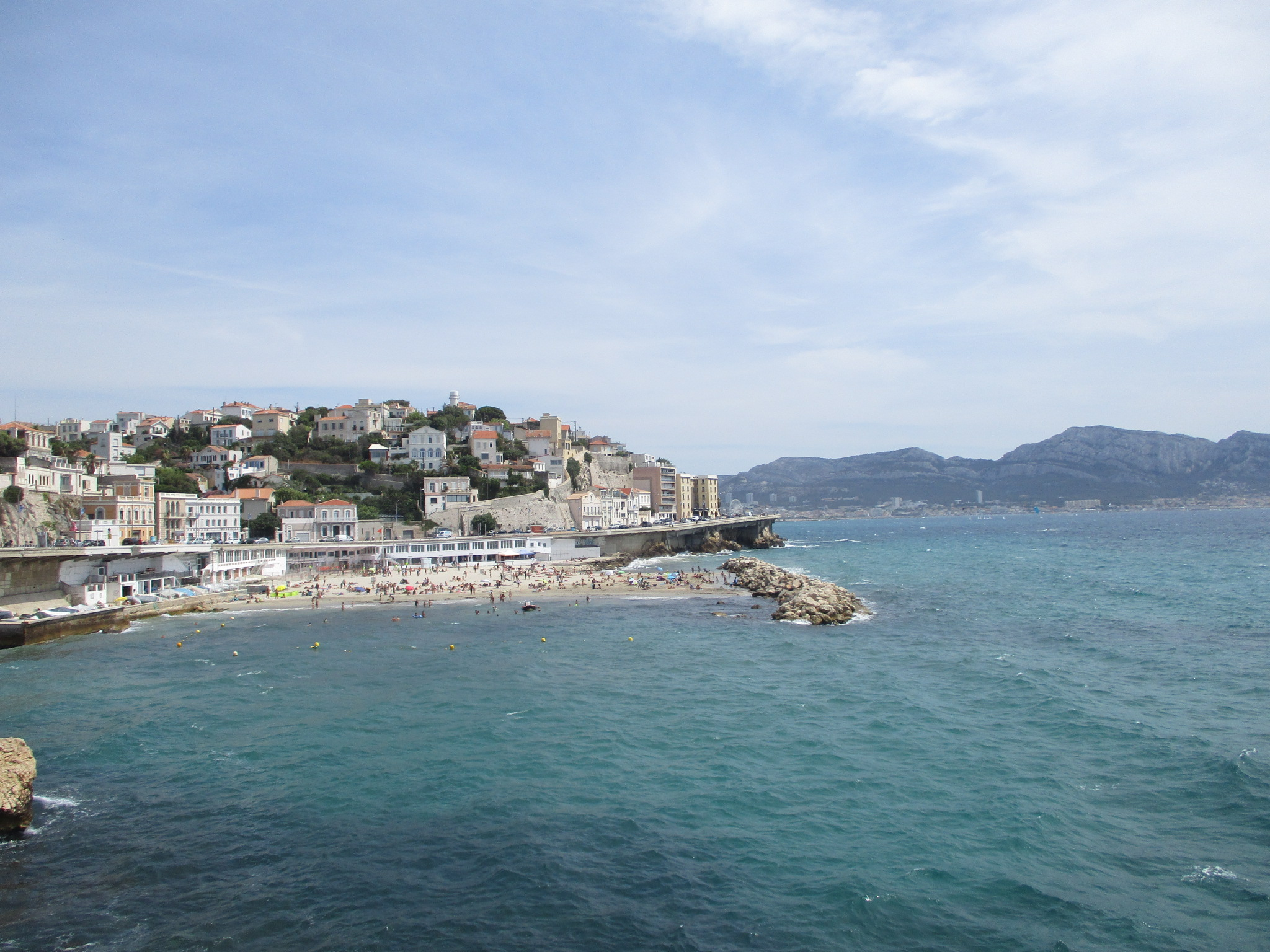
Plage du Prophète.
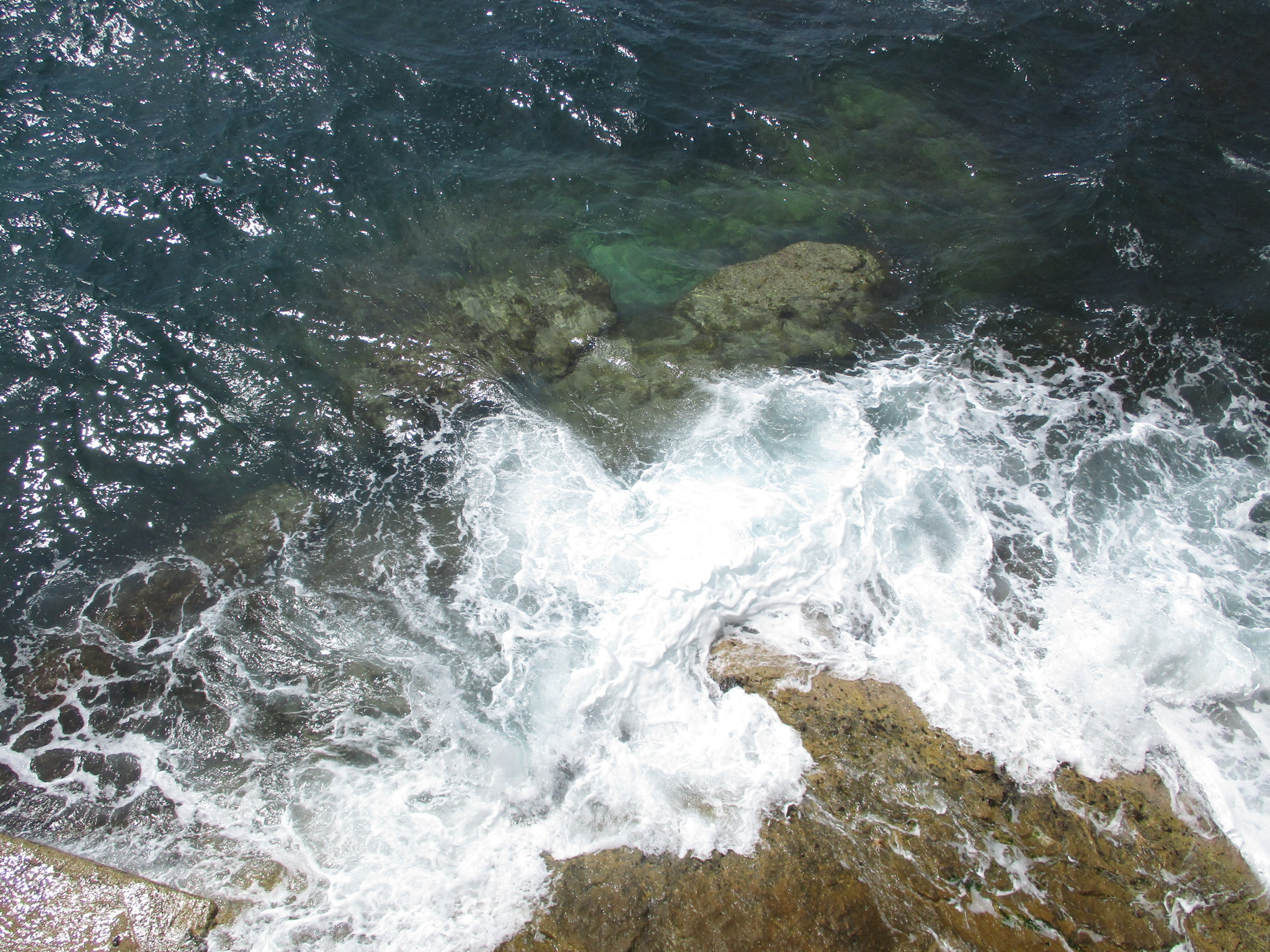

La corniche passe entre autres au-dessus du vallon des Auffes, près du monument aux morts d'Orient, et au-dessus des anses  et du pont de la Fausse-Monnaie (ancien repère de faux monnayeurs du XVIIIe siècle).

## Altitude zéro de référence en France

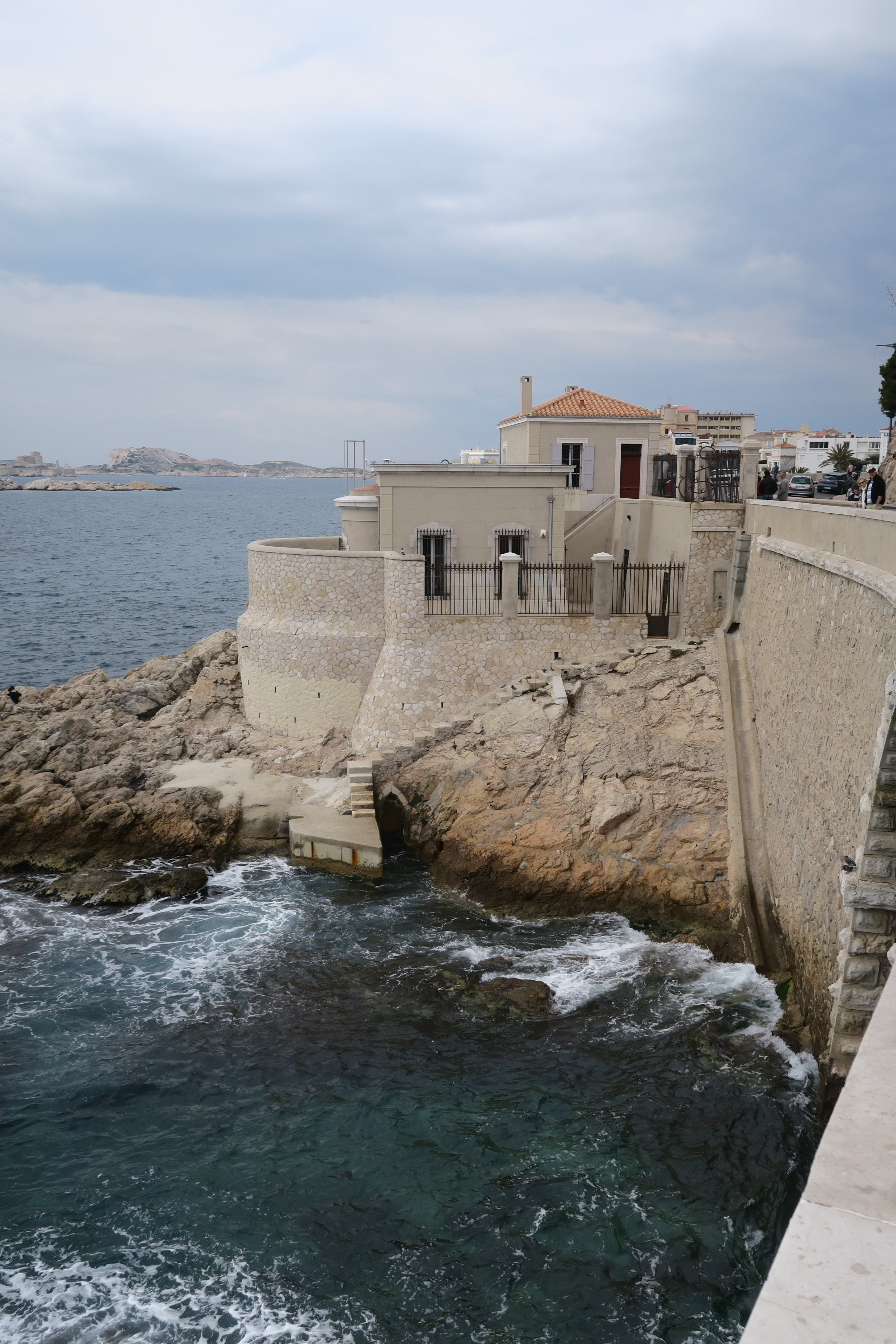
Marégraphe de Marseille.

En 1884, le comité du nivellement général de la France installe un observatoire équipé du marégraphe de Marseille au no 174 de la corniche, près du pont de la Fausse-Monnaie. Ce marégraphe enregistre les variations du niveau de la Méditerranée durant douze ans d'observation (du 3 février 1885 au 1er janvier 1897) pour définir « l'altitude zéro de référence en France » par un repère en platine iridié à partir duquel sont établis depuis tous les nivellements français.

## Anecdotes
La corniche Kennedy longe côté mer le plus long banc en béton du monde selon un dicton marseillais, sur presque 3 km quasi continu. Y plonger y demeure interdit, mais malgré l'action des pouvoirs publics, l'interdit est souvent franchi.
De 1998 à 2006, une immense peinture murale du visage du footballeur emblématique marseillais Zinédine Zidane, labellisé « Made in Marseille », est apposée par Adidas sur une façade de maison de la corniche Kennedy, au-dessus du vallon des Auffes. Une fresque publicitaire pour l'Olympique de Marseille et Coca-Cola lui succède. En 2013, Marseille ayant été désignée capitale européenne de la culture, l'artiste JR expose l'affiche d'un inconnue marseillaise (Annick Perrot-Bishop) à titre de clin d'œil à celle du célèbre footballeur marseillais, pour illustrer l'ouverture de Marseille au monde. La façade est depuis recouverte de nouvelles fresques publicitaires successives.

Quelques vues
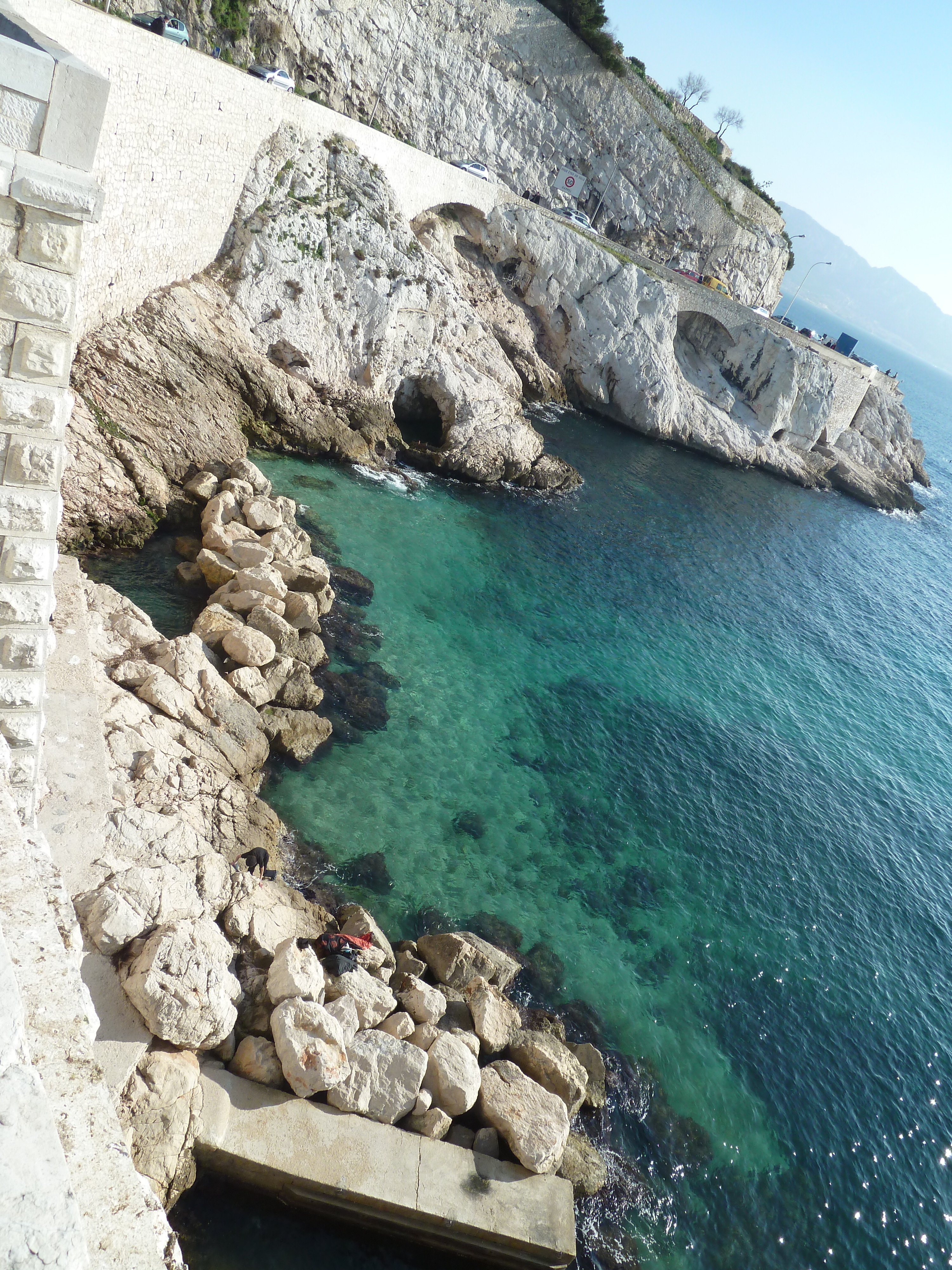
Du pont de la Fausse-Monnaie.
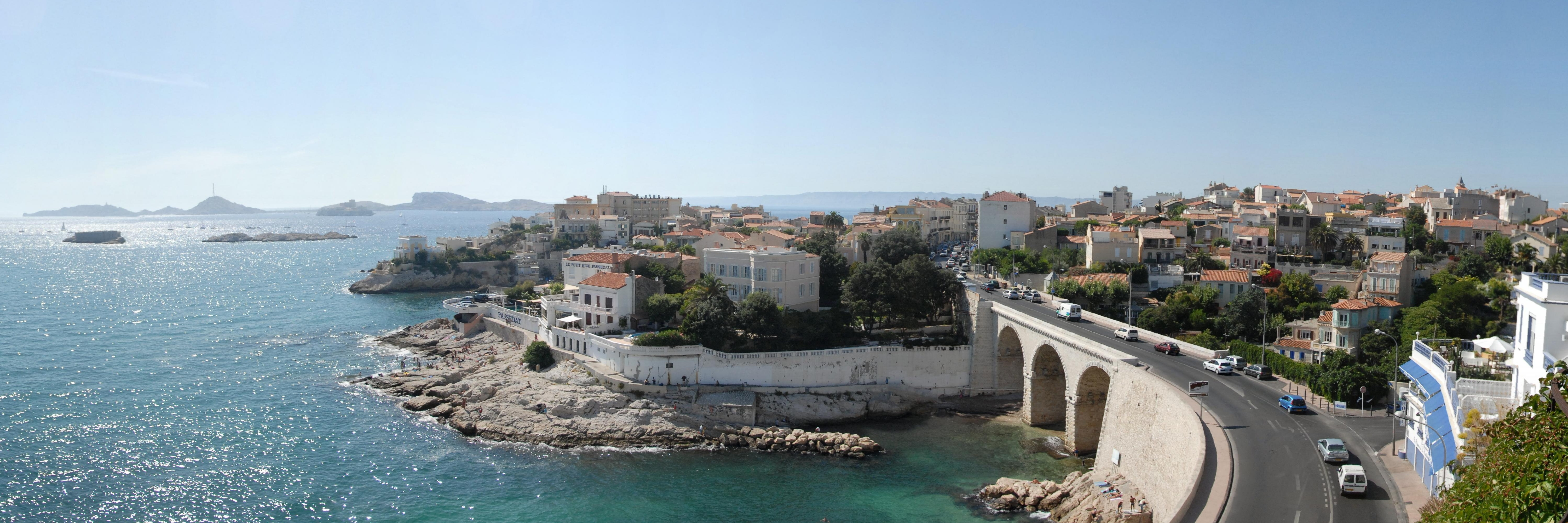
Anse et pont de la Fausse Monnaie, et restaurant Le Petit Nice du chef Gérald Passédat.
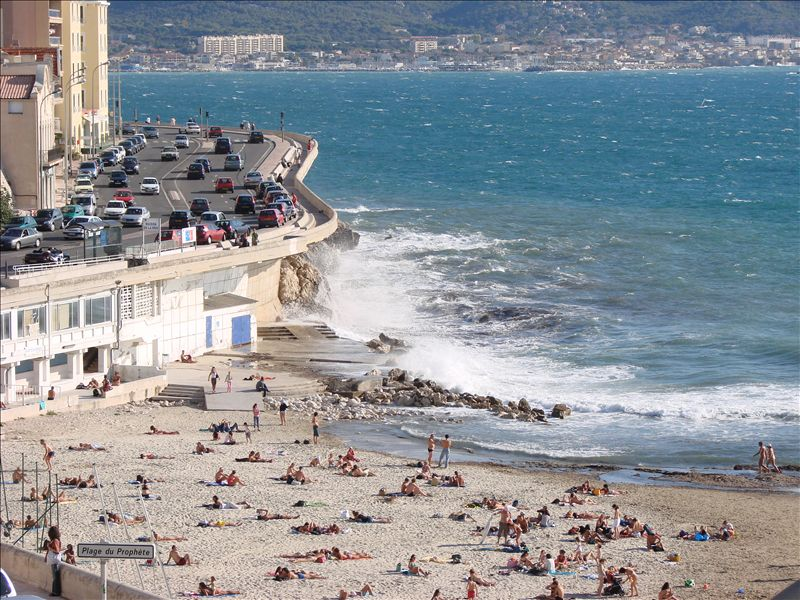
Plage du Prophète.
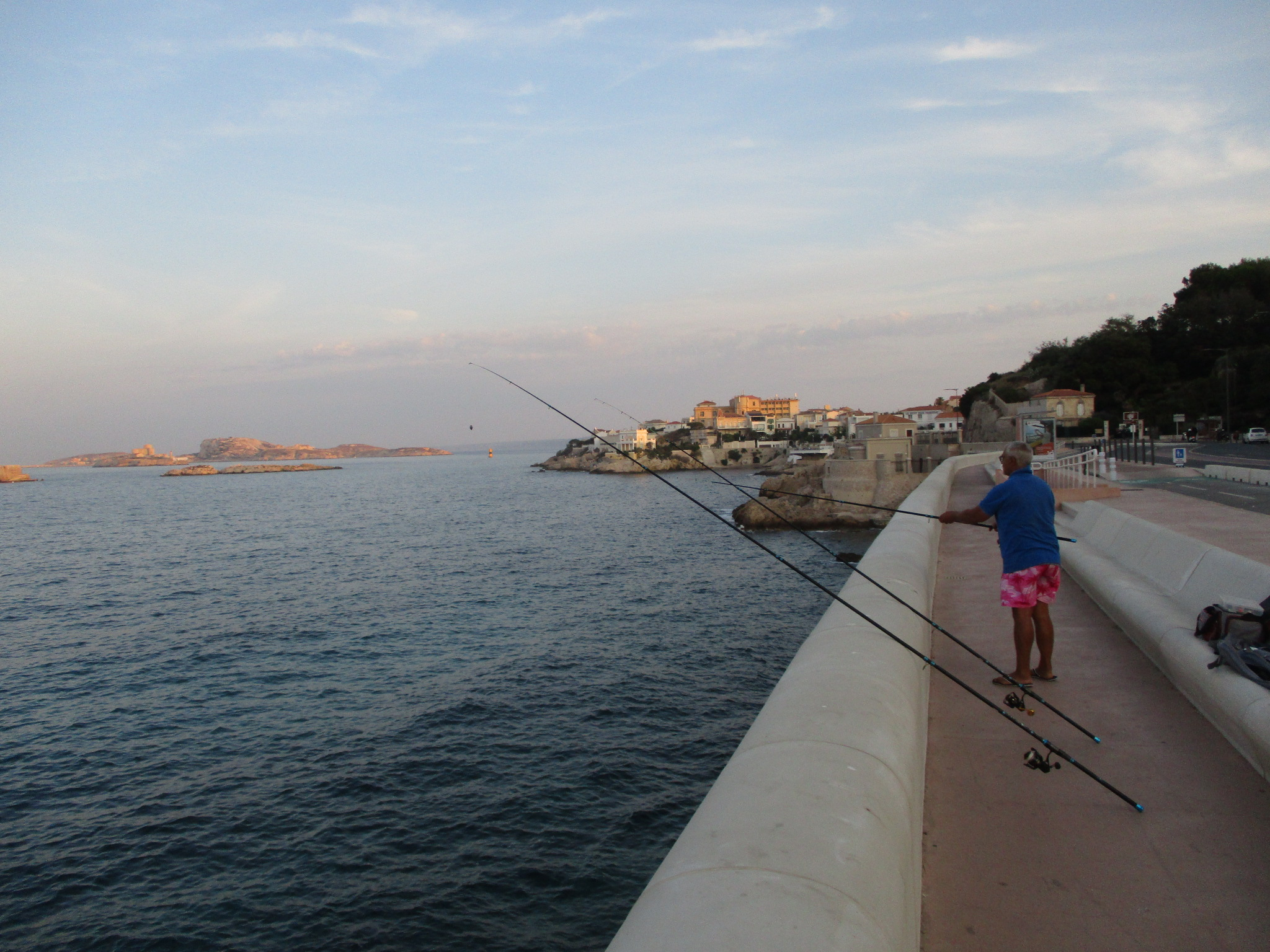
Lever de soleil sur le plus long banc du monde et Îles du Frioul.
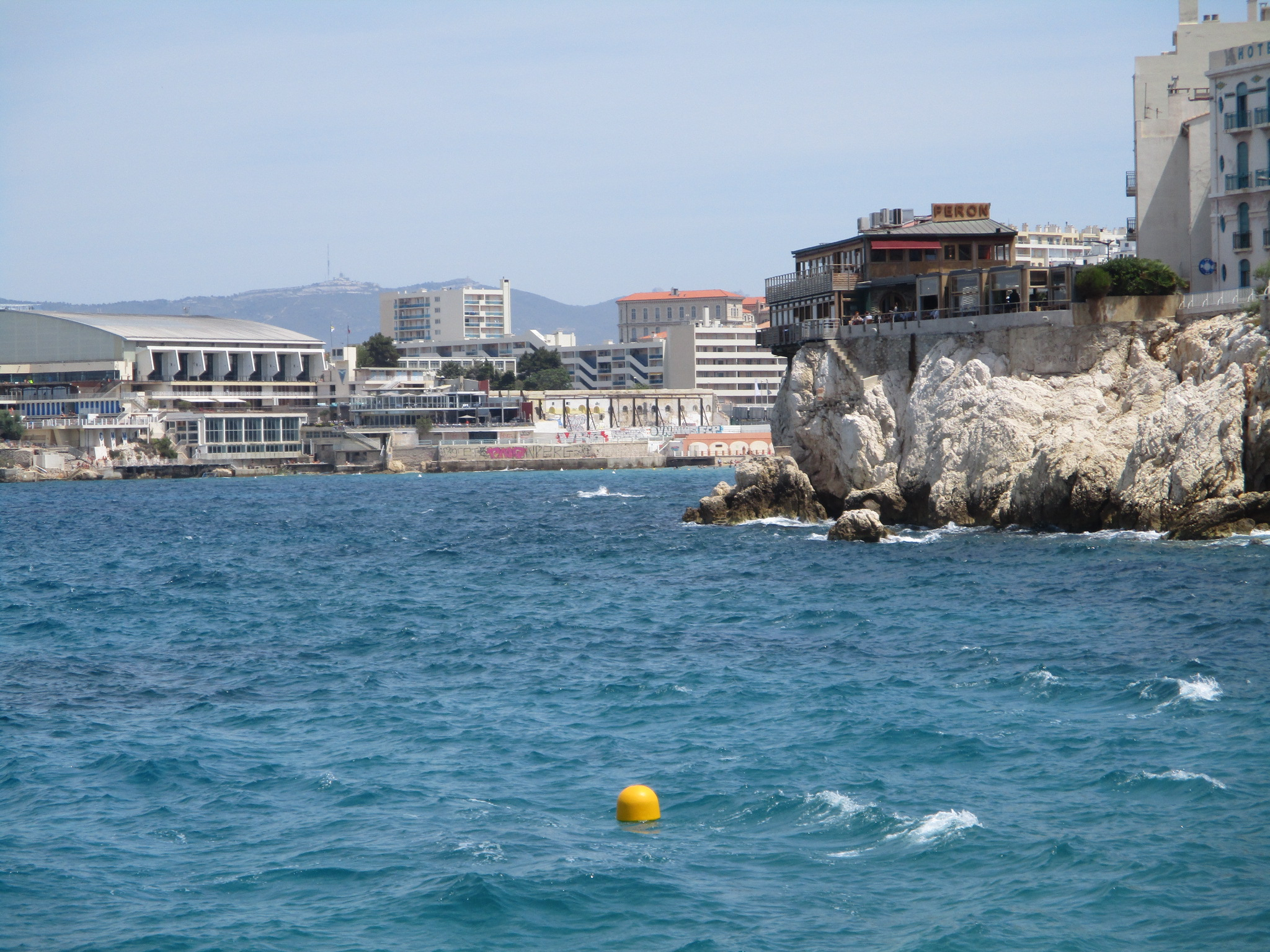
Restaurant à flanc de corniche.
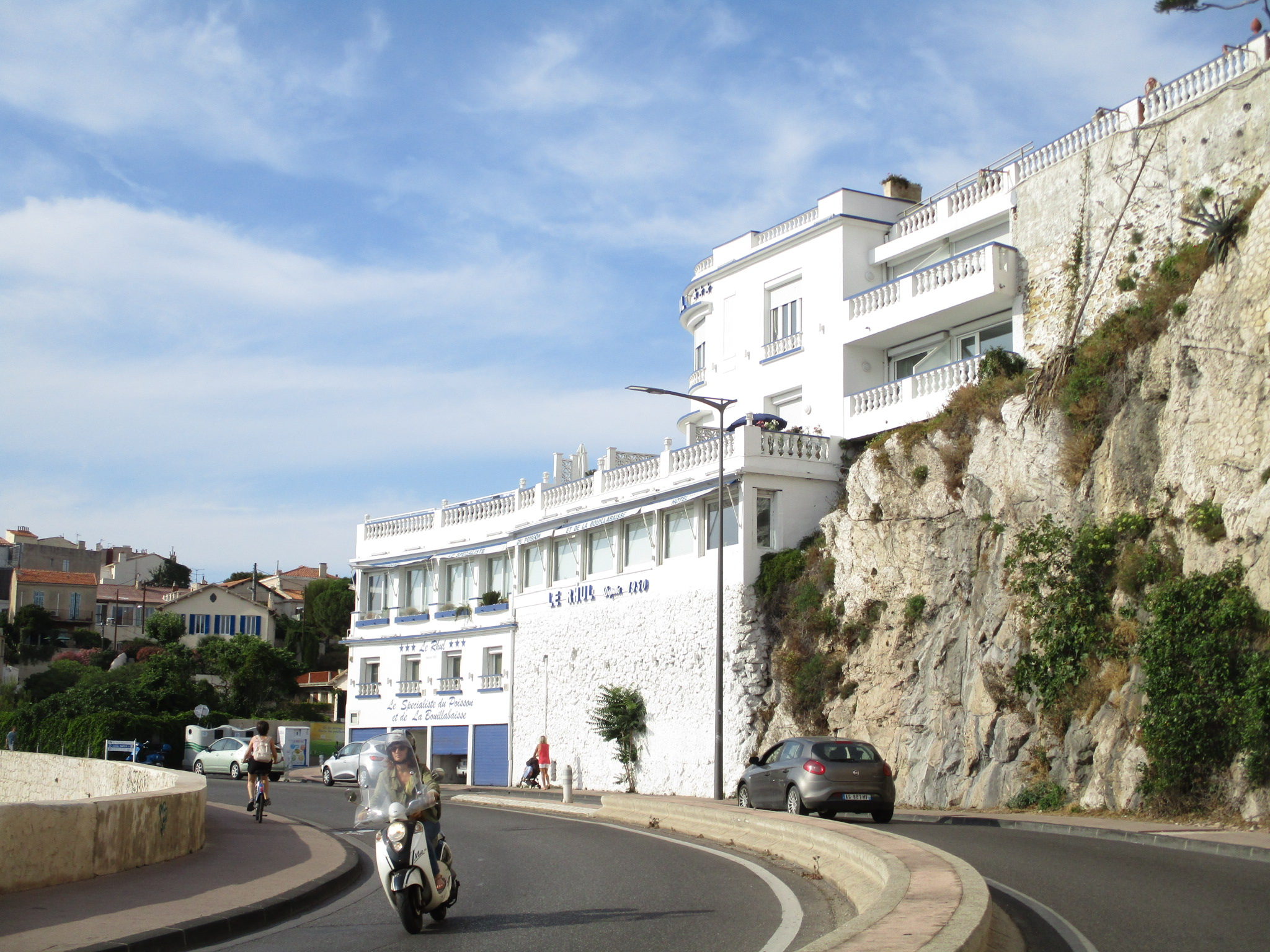
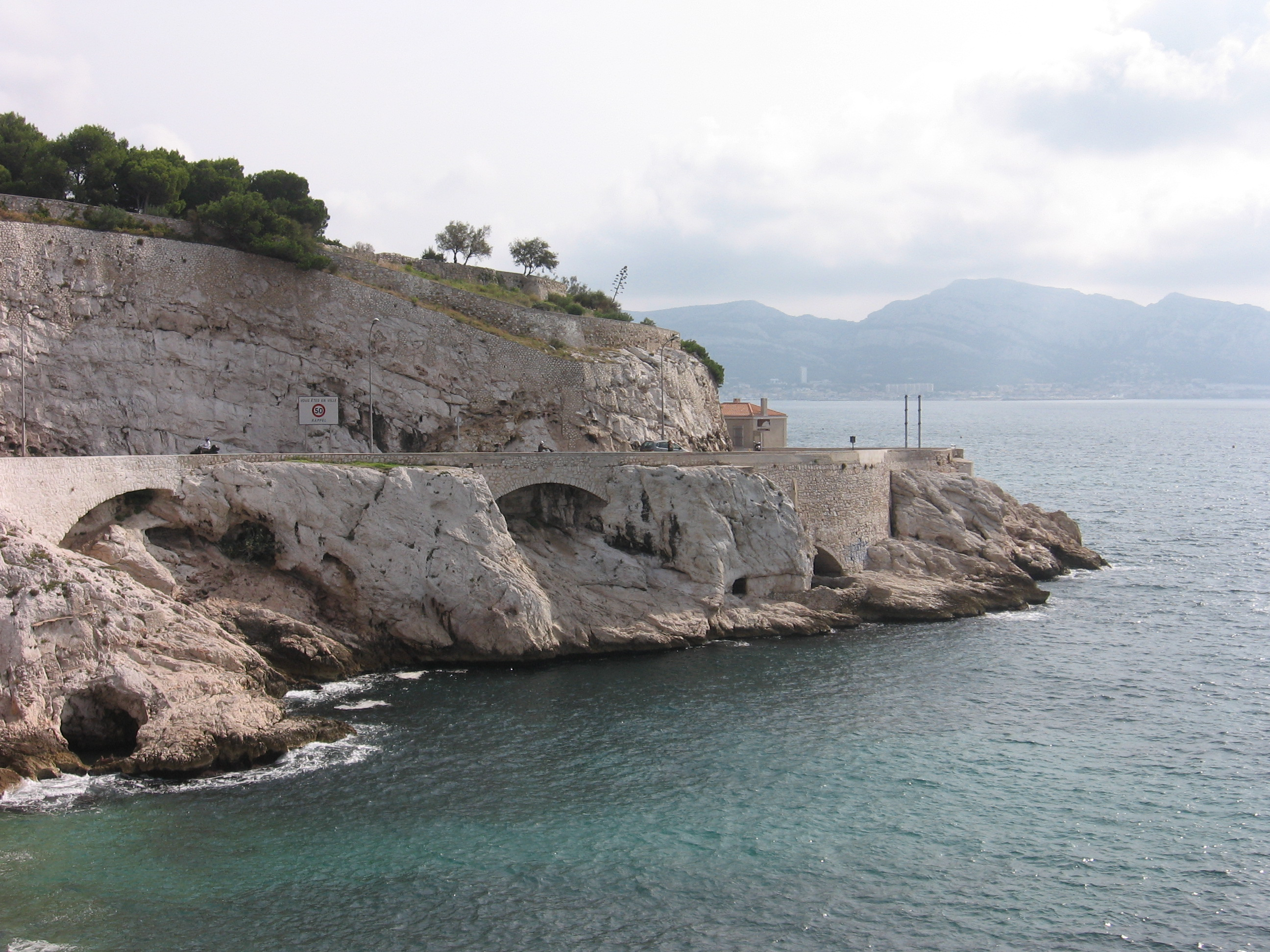
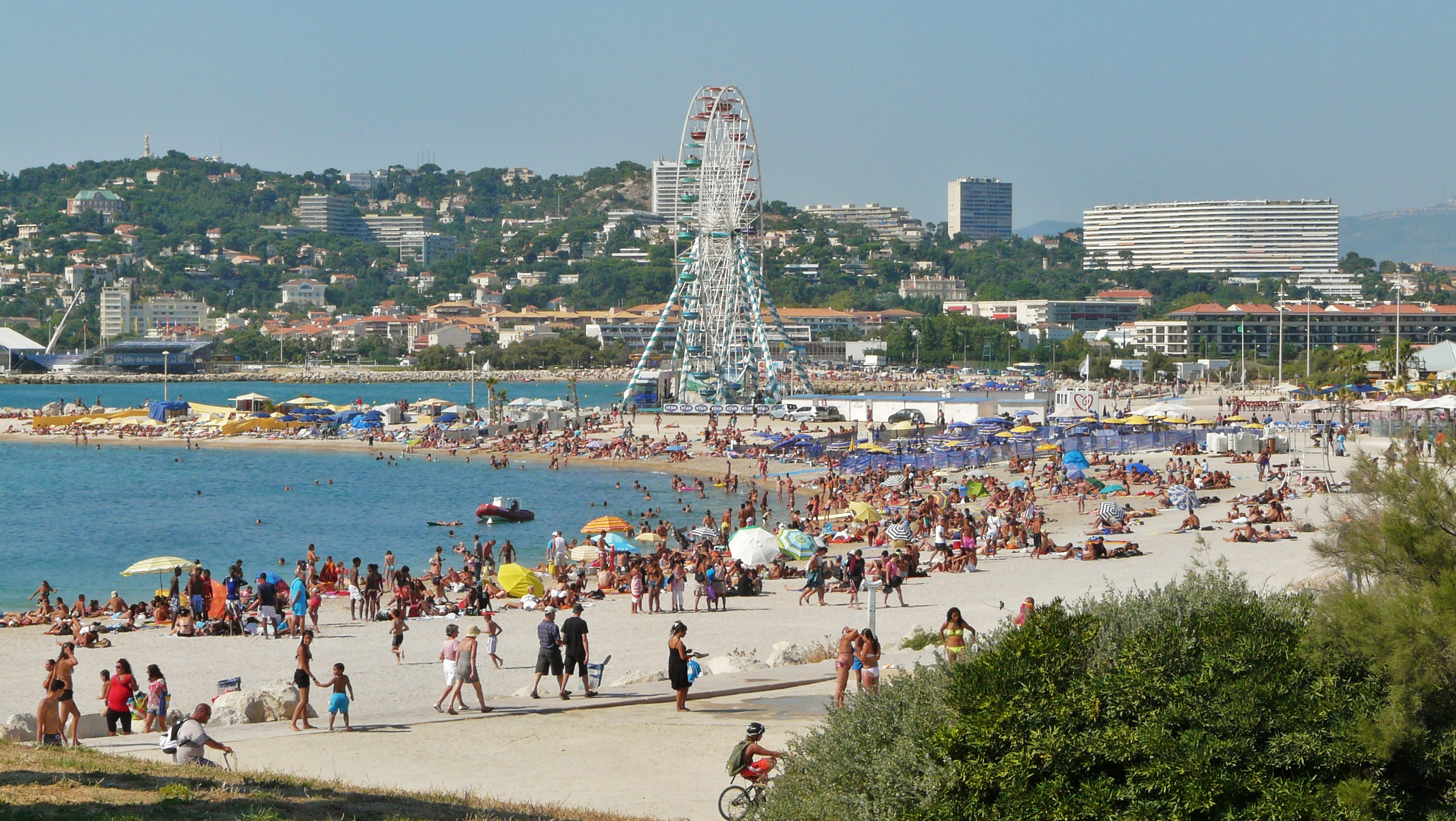
Plages du Prado.
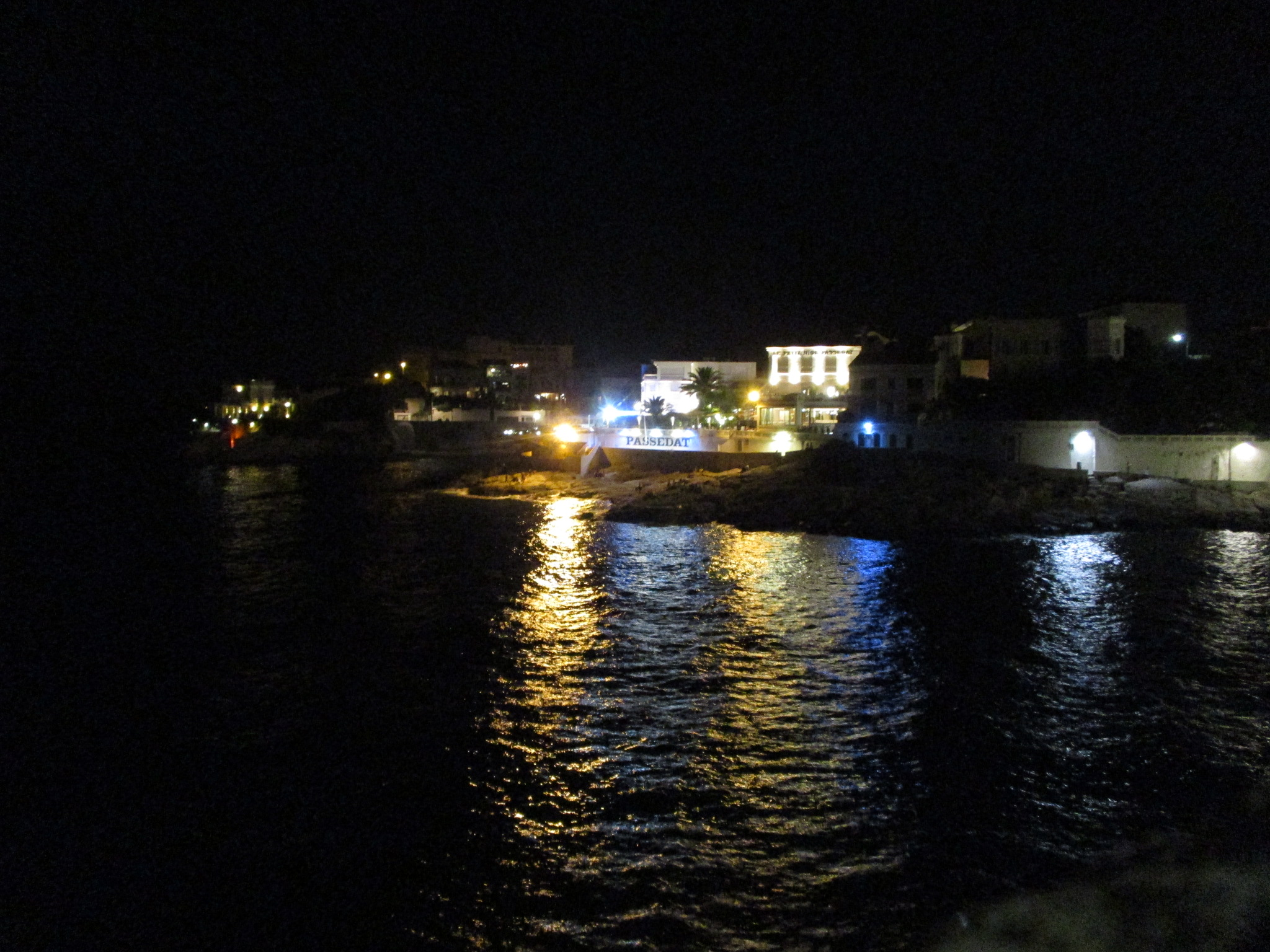
De nuit.
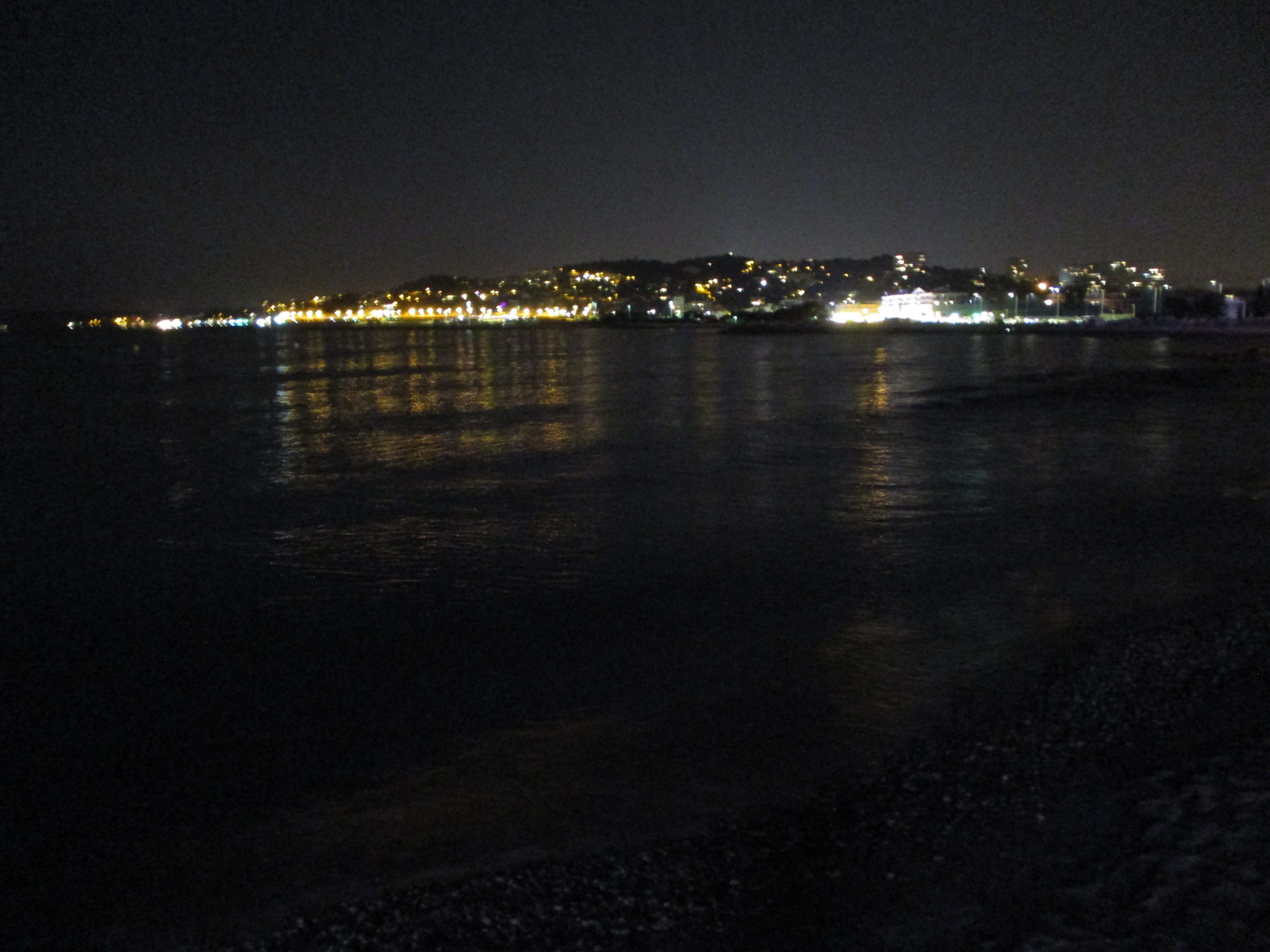
Depuis les plages du Prado de nuit.

## Cinéma et littérature
- 2014 : La French, de Cédric Jimenez, avec Jean Dujardin, Gilles Lellouche et Benoît Magimel
- 2016 : Corniche Kennedy (film), de Dominique Cabrera, adapté du roman Corniche Kennedy (roman) de Maylis de Kerangal de 2008[8].

## Évènements
- La grande parade maritime de Marseille.
- Le marathon de Marseille longe la corniche depuis 1984.